# Quercus sebifera
Quercus sebifera är en bokväxtart som beskrevs av William Trelease. Quercus sebifera ingår i släktet ekar, och familjen bokväxter. IUCN kategoriserar arten globalt som livskraftig. Inga underarter finns listade i Catalogue of Life.